# Paul Heimann
Paul Heimann (ur. 16 marca 1901 w Mittelwalde, zm. 30 czerwca 1967 w Berlinie) – nauczyciel szkół średnich i wyższych, slawista, pedagog, redaktor czasopisma „Pädagogik”, twórca berlińskiego modelu nauczania teoretycznego zwanego popularnie „Berliner Schule der Didaktik” lub „Lehrtheoretische Didaktik”.